# 한혜진 (화가)

## 경력
- 한국전업미술가협회 서양화2분과 이사
- 계원예술고등학교 강사
- 한국미술협회 군포지부 사무국장
- 한국미술협회 회원

## 학력
- 경기대학교 대학원 미술교육학 석사
- 경기대학교 서양화 학사
- 계원예술고등학교

## 수상
- 1997년 미술세계대상전 특선
- 1998년 나혜석미술대전 특선
- 2005년 용산국제미술대전 특선

## 작품
- 2011년 제 9회 행복한 그림전 군포문화예술회관